# Introduction
| Críticas profissionais | Críticas profissionais |
| Avaliações da crítica  | Avaliações da crítica  |
| Fonte                  | Avaliação              |
| ---------------------- | ---------------------- |
| Jesusfreakhideout      | [ 1 ]                  |

Introduction é o segundo lançamento da banda americana de metalcore Confide, lançado em agosto de 2006. Este é o último álbum com o vocalista original, Josh Plesh e é também o único álbum para incluir o baterista John Paul Benton, que também deixou a banda após o lançamento.
Confide passou a recrutar o vocalista, Ross Kenyon e o baterista/vocalista Joel Piper para a gravação do proximo álbum, Shout the Truth, que apresenta um som mais focado no metalcore em vez do estilo deathcore que a banda inicialmente realizou em seus dois primeiros lançamentos.

## Faixas
| N.º            | Título                                          | Duração |  |
| 1.             | "Dead Letter"                                   | 3:23    |  |
| 2.             | "Too Many Grasshoppers to Maintain the Harvest" | 2:29    |  |
| 3.             | "The Architect"                                 | 5:06    |  |
| 4.             | "The Difference Between a Whisper and a Scream" | 4:00    |  |
| 5.             | "In Reference To Something Greater"             | 3:55    |  |
| Duração total: | Duração total:                                  | 18:51   |  |

## Créditos
- Josh Plesh - vocal
- Jeffrey Helberg - guitarra
- Aaron Richard Van Zuthpen - guitarra
- William 'Billy' Pruden - baixo
- John Paul Penton - bateria